# Озерний рудник (Башкортостан)
Озерний рудник (Башкортостан) – гірничодобувне підприємство у Башкортостані.
Озерне родовище виявили ще в 1960 році, проте його розробка тривалий час стримувалась відносно малими запасам при значних глибинах залагання – вважається, що Озерне містить 5,8 млн тон руди (з серднім вмістом міді 2,71%), що знаходиться на глибинах від 132 до 510 метрів.  Нарешті, в 2009-му пройшли розвідувальну виробітку, а в 2011-му почали будівництво стовбуру шахти «Вентиляційна». Запуск рудника в дію припав на 2015 рік, при цьому в 2016-му очікували вилучити звідси 0,6 млн тон руди.
Загальна тривалість існування рудника запланована у 15 років. 
Видобуту руду доправляють на Учалінську збагачувальну фабрику, що, як і Озерний рудник, належить до Учалінського гірничо-збагачувального комбінату.